# Fuerte Olimpo
Fuerte Olimpo è una città del Paraguay, capoluogo del dipartimento dell'Alto Paraguay. La città è situata sulle rive del fiume Paraguay ed è un importante porto fluviale.

## Popolazione
Al censimento del 2002 Fuerte Olimpo contava una popolazione urbana di 1 696 abitanti (5.029 nel suo distretto), secondo i dati della Dirección General de Estadística, Encuestas y Censos.

## Storia
La città fu fondata nel 1792 dagli spagnoli per decisione del governatore Joaquín Alos y Bru, che diede ordine al comandante José Antonio Zavala y Delgadillo di creare un forte sul fiume Paraguay a 20° di latitudine. La spedizione spagnola trovò poco più a sud, ad una latitudine di 21°, un posto adatto alla costruzione del forte perché abbastanza elevato da non subire le inondazioni del fiume e dotato di un porto sufficientemente profondo. Il forte fu chiamato Fuerte Borbón in onore al casato dei re di Spagna; il suo scopo era la difesa dalle incursioni dei bandeirantes provenienti dal Brasile così come dai saccheggi degli indigeni Mbayás a cui erano state usurpate le terre sulle quali vantavano diritti ancestrali. La guarnigione dovette subito affrontare enormi problemi dovuti all'isolamento e alla fame; dopo un brevissimo periodo in cui il forte cadde in mano portoghese, nel 1813, avendo conquistato il Paraguay la propria indipendenza, il forte fu rinominato Fuerte Olimpo dal dittatore José Gaspar Rodríguez de Francia, per eliminare ogni riferimento alla dominazione spagnola.

## Economia
La maggiore fonte di sostentamento della città e della zona circostante è l'allevamento.

### Turismo
La città disporrebbe di un buon potenziale turistico, ma è penalizzata dal suo isolamento e dalla sua distanza (750 km) dalla capitale del paese, Asunción. Sono presenti un'imponente cattedrale, un museo di cultura indigena e una comunità indigena (Ishir o Chamacoco) nella parte meridionale della città. Una scalinata di 535 gradini porta alla sommità di uno dei tre colli chiamati Los Tres Hermanos (I Tre Fratelli), dal quale si possono osservare la città, il fiume Paraguay e le circostanti paludi del Pantanal paraguayano, fino alla Sierra de Bordón in Brasile, al di là del fiume.

## Infrastrutture e trasporti
Fuerte Olimpo è collegata alla capitale del paese attraverso una linea di autobus, che partono tre volte a settimana; il viaggio dura dalle 15 alle 16 ore, a seconda dello stato delle piste sterrate che si devono percorrere per centinaia di chilometri.
Si può arrivare anche in due giorni dalla città di Concepción attraverso un'imbarcazione che risale il fiume Paraguay.